# 櫛ケ浜駅
櫛ケ浜駅（くしがはまえき）は、山口県周南市大字久米字院内にある、西日本旅客鉄道（JR西日本）の駅である。
山陽本線を所属線として、岩徳線を加えた2路線が乗入れる。線路名称上では当駅が岩徳線の終着駅であるが、運転系統上、岩徳線の列車は全て徳山駅まで乗り入れており、当駅止まりの岩徳線列車は設定されていない。

## 歴史
- 1928年（昭和3年）2月11日：鉄道省山陽本線下松駅 - 徳山駅間に新設開業[3]。旅客・貨物取扱開始[2]。
- 1932年（昭和7年）5月29日：岩徳西線（現・岩徳線）が周防花岡駅まで開業し分岐駅となる[3]。
- 1934年（昭和9年）12月1日：山陽本線麻里布駅（現・岩国駅） - 櫛ケ浜駅間が、それまでの岩徳西線を含む周防花岡駅経由ルートに変更され、以前の柳井駅経由のルートは柳井線に改称される[3]。
- 1944年（昭和19年）10月11日：線路名称改定。山陽本線麻里布駅（現・岩国駅） - 櫛ケ浜駅間はそれまでの柳井駅経由に戻され、周防花岡駅経由ルートは岩徳線に改称[3]。
- 1964年（昭和39年）2月1日：貨物取扱廃止[2]。
- 1968年（昭和43年）3月7日：当駅を通過する上り特急「つばめ」が構内ポイント切替ミスより岩徳線へ進入。救援機関車により山陽本線に引戻す。
- 1971年（昭和46年）3月22日：駅舎改築[4]。
- 1984年（昭和59年）2月1日：荷物扱い廃止[2]。
- 1987年（昭和62年）4月1日：国鉄分割民営化により、西日本旅客鉄道（JR西日本）の駅となる[3]。
- 2012年（平成24年）2月：使用されていない2番のりばの3番線側に柵を設置。
- 2022年（令和4年）
  - 3月12日：ICカード「ICOCA」の利用が可能となる[5]。山陽本線のみ利用可能で、岩徳線では利用不可。
  - 9月30日：この日をもってきっぷうりばの営業を終了[6]。
  - 10月1日：無人駅化[6]。

## 駅構造
単式1面・島式2面の合計3面4線（5線に見えるが、山陽本線上りプラットホームの待避線に見える線路は上り方で行止まりになる保守用）のホームを有する地上駅である。
山陽本線の列車は駅舎側単式（1番のりば）と島式1面（2番のりば、その反対側の1線は上述の通り保守用のため番線カウントにも含まれない）を、岩徳線列車は島式1面（3・4番のりば）を使用する。各ホームは跨線橋で連絡している。
かつては改札内に男女共用水洗、改札外は汲取り式便所があったが撤去されて新しい便所が出来た。

### のりば
| のりば | 路線      | 方向 | 行先               | 備考 |
| ------ | --------- | ---- | ------------------ | ---- |
| 1      | ■山陽本線 | 下り | 徳山・防府方面     | 単式 |
| 2      | ■山陽本線 | 上り | 柳井・岩国方面     | 島式 |
| 3      | ■岩徳線   | 下り | 徳山行き           | 島式 |
| 4      | ■岩徳線   | 上り | 周防高森・玖珂方面 | 島式 |

- なお、列車運転取扱上では、2番のりばの反対側の使われていない線路を「3番線」とするため、岩徳線3・4番のりばが「4番線」・「5番線」とされている。

## 利用状況
1日平均乗車人員は以下の通り。
| 乗車人員推移 | 乗車人員推移 |
| 年度         | 1日平均人数  |
| ------------ | ------------ |
| 1999         | 871          |
| 2000         | 893          |
| 2001         | 885          |
| 2002         | 877          |
| 2003         | 849          |
| 2004         | 838          |
| 2005         | 834          |
| 2006         | 863          |
| 2007         | 867          |
| 2008         | 900          |
| 2009         | 877          |
| 2010         | 852          |
| 2011         | 886          |
| 2012         | 867          |
| 2013         | 864          |
| 2014         | 908          |
| 2015         | 946          |
| 2016         | 950          |
| 2017         | 973          |
| 2018         | 887          |
| 2019         | 925          |
| 2020         | 777          |
| 2021         | 825          |
| 2022         | 850          |

## 駅周辺
- 出光興産徳山事業所
- 徳山競艇場
- 周南市総合スポーツセンター
- 周南市野球場
- 周南市陸上競技場
- 周南地域地場産業振興センター
- 周南市立櫛浜小学校
- 周南市立太華中学校
- 徳山朝鮮初中級学校
- 徳山櫛浜郵便局
- 山口銀行櫛ヶ浜支店
- 西京銀行櫛ヶ浜支店
- 太華山
- 粭島（）
- ホテルルートイン周南 -徳山東インター

### バス路線
「櫛ケ浜駅前」停留所にて、防長交通が運行する以下の路線が発着する。
- 快速：徳山駅前 / 柳井駅前
- 徳山駅前 / 粭島（）
- 下松駅前 / 徳山高専正門

## 隣の駅
西日本旅客鉄道（JR西日本）
■山陽本線
下松駅 - 櫛ケ浜駅 - 徳山駅
■岩徳線（櫛ケ浜駅 - 徳山駅間は山陽本線）
周防花岡駅 - 櫛ケ浜駅 - 徳山駅